# In My Life (álbum)
In My Life es el octavo álbum de estudio en solitario de la cantante británica Cilla Black. Fue publicado el 7 de junio de 1974 a través del sello discográfico EMI Records.

## Relanzamiento
In My Life fue publicado por primera vez en CD a través de SFE Records el 10 de mayo de 2019 junto con su álbum debut homónimo de 1965. La caja recopilatoria incluyó nueve canciones adicionales, que incluyen tomas descartadas, sencillos y remixes publicados anteriormente.

## Lista de canciones
| Lado uno |                                          |                        |          |  |
| N.º      | Título                                   | Escritor(es)           | Duración |  |
| 1.       | «Flashback»                              | Alan O'Day Artie Wayne | 3:19     |  |
| 2.       | «I'll Have to Say I Love You, in a Song» | Jim Croce              | 2:36     |  |
| 3.       | «Everything I Own»                       | David Gates            | 3:05     |  |
| 4.       | «Baby We Can't Go Wrong»                 | Jimmy Dunning          | 2:53     |  |
| 5.       | «Someone»                                | Tony Cole Steve Wolfe  | 2:48     |  |
| 6.       | «Daydreamer»                             | Terry Dempsey          | 2:12     |  |

| Lado dos |                          |                                          |          |  |
| N.º      | Título                   | Escritor(es)                             | Duración |  |
| 1.       | «In My Life»             | John Lennon Paul McCartney               | 2:30     |  |
| 2.       | «Never Run Out (Of You)» | Ken Ashby Paul Colwell Ralph Colwell     | 2:25     |  |
| 3.       | «Let Him In»             | Gary Benson                              | 2:21     |  |
| 4.       | «The Air That I Breathe» | Albert Hammond Michael Hazlewood         | 3:45     |  |
| 5.       | «Like a Song»            | Simon Park                               | 2:23     |  |
| 6.       | «I Believed It All»      | Don Black Giancarlo Bigazzi Gianni Bella | 2:52     |  |

## Créditos y personal
Créditos adaptados desde las notas de álbum de In My Life.
Músicos
- Cilla Black – voz principal
- Trevor Spencer – batería
- Barrie Guard – batería, percusión
- Ray Cooper – percusión
- Alan Tarney – bajo eléctrico, coros
- Cliff Hall – piano
- Dave MacRae – piano
- Terry Britten – guitarra, coros
- Kevin Peek – guitarra
- Gordon Huntley – steel guitar
- David Mackay – sintetizador Moog, coros
- The Breakaways – coros
- Anna Peacock – coros
- Pat Halling – concertino

Personal técnico
- David Mackay – productor
- Roger Quested – ingeniero de audio
- Tony Clark – ingeniero de audio
- Cream – diseño
- John Kelly – fotografía